# Dom Szamila
Dom Szamila – zabytkowa XIX-wieczna rezydencja miejska w Kazaniu, przy ul. Tukaja. Siedziba muzeum Gabdully Tuqaya.

## Historia
Dom został wzniesiony około 1863 r. na zamówienie Ibragima Apakowa, bardzo zamożnego kupca pierwszej gildii, honorowego obywatela Kazania i właściciela wielu nieruchomości w mieście.
Krótko po ukończeniu budowy domu Ibragim Apakow przekazał rezydencję swojej 18-letniej córce Bibimarjambanu w momencie, gdy wychodziła za mąż za 45-letniego Muchammeda-Szafiego, syna imama Szamila i generała armii rosyjskiej. Dlatego budynek zaczęto nazywać domem Szamila, chociaż imam Szamil nigdy w Kazaniu nie był. W 1902 r. obiekt poważnie ucierpiał podczas pożaru, który ogarnął całą dzielnicę i zniszczył kilkaset budynków. W 1903 r. małżonkowie zlecili całkowitą przebudowę domu, co w zasadzie oznaczało wzniesienie nowego obiektu w historyzującym (według innych źródeł – secesyjnym) stylu. Zamożne małżeństwo dokładało wszelkich starań, by dom i jego wyposażenie odpowiadały najnowszym trendom, a elegancka Bibimarjambanu i jej stroje były wzorem dla innych młodych kobiet ze Staro-Tatarskiej słobody Kazania, gdzie znajduje się rezydencja. Małżonkowie zajmowali dom do 1906 r., gdy Muchammed-Szafi nieoczekiwanie zmarł podczas letniego odpoczynku w Kisłowodsku. Wdowa sprzedała wówczas kazańską rezydencję kupcowi drugiej gildii Waliulle Ibragimowowi i wyjechała do Petersburga.
W rękach Ibragimowa dom pozostawał do 1919 r., gdy rząd radziecki zarekwirował jego majątek. Budynek został podzielony na mieszkania i pełnił takie funkcje do 1981 r. Pięć lat później stał się siedzibą muzeum tatarskiego poety Gabdully Tuqaya, otwartego w setną rocznicę urodzin twórcy. Od 1981 r. obiekt posiada status zabytku o znaczeniu regionalnym.